# Фульгенций Эсихский
Фульгенций Эсихский (Фульгенций Картахенский; исп. Fulgencio de Écija или Fulgencio de Cartagena; умер в 630) — святой римско-католической церкви, епископ Картахены и Эсихи, патрон епархии Картахены и епархии Пласенсии.

## Биография
Фульгенций родился около 540 года в Картахене, в Испании в семье христиан, вестгота Севериана и жены его Туртуры. Отец Фульгенция был римским гражданином и, согласно более поздним источникам, исполнял обязанности имперского префекта. В семье, кроме Фульгенция, были два сына — Леандр и Исидор и две дочери — Флорентина и Теодозия (по последней у исследователей нет единого мнения). Два его брата и сестра также причислены Церковью к лику святых.
Вскоре после рождения Фульгенция семья переехала в Севилью. В этом городе в 584 году Леандр был поставлен на архиерейскую кафедру. Став архиепископом, он поставил Фульгенция в епископы их родного города, Картахены, а в 590 году перевел его на кафедру в Астиги (ныне Эсиха).
После смерти Леандра архиепископом Севильи стал Исидор, другой брат Фульгенция. По просьбе Фульгенция Исидор написал сочинение «De ecclesiasticis officiis», в котором рассматривались вопросы о христианском богослужении и Церкви.
Под актами II Севильского Собора, на который в 619 году собрались епископы церковной провинции Бетика, стоит и подпись Фульгенция. Это последний современный ему документ, в котором упоминается его имя.
Фульгенций умер в 630 году (по другой версии — в 633 году).

## Почитание
Фульгенций является небесным покровителем епархии Картахены, а с XVI века его имя носит епархиальная семинария в Мурсии. Он также является покровителем города Пласенсиа и епархии Пласенсии. Литургическая память ему совершается в Церкви 16 января.
Бо́льшая часть святых мощей Фульгенция покоится в церкви Сан-Хуан-Баутиста в Берсокана. Частицы его мощей также находятся в соборе в Мурсии и в Сан-Лоренцо дель Эскориал, куда они были перенесены по приказу короля Филиппа II.
В Картахене особенно почитается скульптурный образ Святого Фульгенция работы Франсиско Сальсильо.